# 550525 Sigourneyweaver
550525 Sigourneyweaver este o planetă minoră (asteroid) din centura de asteroizi. A fost descoperită pe 12 iulie 2012 la  de  și a fost numită după Sigourney Weaver. 
Obiectul prezintă o orbită caracterizată de o semiaxă mare de 3,1913716828137 UAi, o excentricitate de 0,2965118528486, o înclinație de 27,399360560521 ° în raport cu ecliptica.